# Računalne mreže
Računalna mreža skupina je dvaju ili više međusobno povezanih računala koji dijele neke resurse (podatke, sklopovlje, programe…). Računala se smatraju povezanima ako mogu razmjenjivati informacije. Računalna mreža u širem smislu sadrži i ostale čvorove kao što su prospojnik ili usmjernik. Čvorovi računalne mreže u međusobnoj komunikaciji koriste komunikacijske protokole.
Mreža znači komunikacijska infrastruktura koju čine topologija poveznica, arhitektura, komponente, organizacijska načela, komunikacijski postupci i komunikacijski formati (protokoli).

## Klasifikacija računalnih mreža
Računalne se mreže svrstavaju prema zemljopisnom području koje pokrivaju:
- PAN (Personal Area Network) – mreže s uskim područjem spajanja (Bluetooth, IRDA)
- LAN (Local Area Network) – lokalna mreža koja je na primjer u jednoj zgradi ili prostoriji
- MAN (Metropolitan Area Network) – mreža koja se prostire preko područja jednog grada
- WAN (Wide Area Network) – široko područna mreža – kao npr. Internet.

Računalne se mreže također mogu svrstati prema sustavima koje spajaju ili prema tome što sačinjava mrežni sustav:
- SAN (Storage Area Network) – mreža za spajanje računala na spremišta podataka;
- VLAN (Virtual LAN);
- WLAN (Wireless LAN) – bežična lokalna mreža (Wi-Fi).

## Model računalne mreže
- OSI (Open Systems Interconnect) – International Organization for Standardization network model (ISO).

## Hardver u računalnim mrežama
Osim samih računala povezanih u računalne mreže (te su dakle i sama računala dio mreža i spadaju u ovaj popis) velik je broj različitih vrsta hardvera koji služi kao fizička infrastruktura računalnih mreža:
- računalo
- usmjerivač
- premosnik
- bežična pristupna točka
- optički kabel (svjetlovod)
- bakreni kabel (UTP, STP…)
- radio valovi.

## Protokoli i arhitekture
Dva najčešće spominjana slojevita modela računalnih mreža su OSI Reference (preporučen) model te tzv. TCP/IP ili IP grupa protokola. Dok je OSI model 7-slojni, TCP/IP je 4-slojni model, te je jednoznačno preklapanje nemoguće. Stoga se različiti protokoli i arhitekture računalnih mreža često referenciraju na jedan od ta dva modela, odnosno nalaze svoje mjesto na nekom od slojeva navedenih modela.
Ovo je prikaz OSI modela s upisanim nekim od postojećih mrežnih protokola i arhitektura:
| 7 | Aplikacijski sloj           | npr. HTTP, SMTP, SNMP, FTP, Telnet, SIP, SSH, NFS, RTSP, XMPP, Whois            |
| 6 | Prezentacijski sloj         | npr. XDR, ASN.1, SMB, AFP, NCP                                                  |
| 5 | Sloj sesije                 | npr. TLS, SSH, ISO 8327 / CCITT X.225, RPC, NetBIOS, ASP, Winsock, BSD sockets  |
| 4 | Transportni sloj            | npr. TCP, UDP, RTP, SCTP, SPX, ATP                                              |
| 3 | Mrežni sloj                 | npr. IP, ICMP, IGMP, BGP, OSPF, RIP, IGRP, EIGRP, ARP, RARP, X.25               |
| 2 | Podatkovni sloj (sloj veze) | npr. Ethernet, Token ring, HDLC, Frame relay, ISDN, ATM, 802.11 WiFi, FDDI, PPP |
| 1 | Fizički sloj                | npr. bakreni kabel, radio ili bežični prijenos, optički kabel ili svjetlovod    |

Usporedimo li OSI model s četveroslojnim TCP/IP stogom, primjetno je da je aplikacijski sloj TCP/IP modela razdvojen na gornja tri sloja OSI modela iako ne utječu na funkcionalnost prijenosa podataka. Ideja je bila da navedeni modeli pomažu proizvođačima u izradi kompatibilnih mreža, stoga je također primjetno da se sam IP protokol može promatrati kao jedan sloj u kompletnom TCP/IP modelu:
| 4 | Aplikacijski sloj (OSI sloj 5 do 7)   | npr. HTTP, FTP, DNS (usmjerivački protkoli kao što je BGP ili RIP, koji zbog različitih razloga koriste za transport druge protokole kao što su TCP ili UDP, mogu se smatrati i dijelom mrežnog sloja) |
| 3 | Transportni sloj (OSI sloj 4 i 5)     | npr. TCP, UDP, RTP, SCTP (usmjerivački protokol OSPF, koji za transport koristi IP protokol, također se može smatrati i dijelom mrežnog sloja)                                                         |
| 2 | Mrežni sloj (OSI layer 3)             | U TCP/IP terminologiji ovo je IP (važni protokoli kao ICMP i IGMP koriste IP protokol, mogu se smatrati i dijelom mrežnog sloja; ARP ne koristi IP)                                                    |
| 1 | Sloj podatkovne veze (OSI sloj 1 i 2) | npr. Ethernet, Wi-Fi, MPLS itd. |

## Vanjske poveznice
- Računalne mreže
- Računalne mreže – razvoj i značajke